# Igo Sym
Igo Sym, rodným jménem Julian Karol Sym, (3. července 1896, Innsbruck – 7. března 1941, Varšava) byl rakousko-polský herec.

## Životopis
Narodil se jako syn Poláka Antona Syma a jeho manželky, Rakušanky Julie Seppi. Po dokončení studia sloužil během 1. světové války ve Společné armádě. V letech 1918 až 1921 působil jako důstojník pěchoty v polské armádě, ze které odešel v hodnosti nadporučíka v záloze.
V letech 1921 až 1925 pracoval jako zaměstnanec a prokurista v bance ve Varšavě. Po své první filmové roli v roce 1925 získal smlouvu u Sascha-Filmindustrie ve Vídni. Ztvárnil role v mnoha němých filmech, hlavně postavy kavalírů a důstojníků. 29. ledna 1928 byl zvolen předsedou svazu filmových umělců filmového studia Sascha.
V roce 1928 pracoval také pro německý film. Roku 1931 debutoval na divadelních prknech v operetě Majestät läßt bitten. Ve třicátých letech se proslavil jako divadelní herec, byl populární hlavně ve Varšavě jako revuální a operetní hvězda. Zaujal svými akrobatickými kousky a hrou na pilu.
Po německé invazi do Polska spolupracoval Sym, který se považoval za Volksdeutsche, s okupanty a převzal řízení nového, německojazyčného divadla města Varšavy. Podílel se rovněž na anti-polském nacistickém propagandistickém filmu Heimkehr. Polský podzemní stát v něm viděl zrádce, zvláště pro jeho spolupráci s gestapem. Podzemní soud ho odsoudil k smrti, načež ho popravčí četa zastřelila v jeho bytě. Po této akci následovala řada odvetných akcí okupantů, včetně mnoha vražd a deportací polského obyvatelstva.

## Filmografie
- 1925 – Die Vampire von Warschau (Wampiry Warszawy)
- 1926
  - O czym się nie myśli
  - Die Pratermizzi
- 1927
  - Die Geliebte des Szamota (Kochanka Szamoty)
  - Die Beichte des Feldkuraten / Das Feldgericht von Gorlice
  - Tingel-Tangel / Das Mädchen vom Tingel-Tangel
  - Café Electric / Die Liebesbörse
- 1928
  - Kaiserjäger / Die Kaiserjäger
  - Spitzenhöschen und Schusterpech / Lotte, das Warenhausmädchen
  - Dorine und der Zufall
  - Modellhaus Crevette
  - Spelunke
  - Liebe im Mai
  - Erzherzog Johann / Herzog Hansl
  - Die Frau von gestern und morgen / Der Scheidungsanwalt
- 1929
  - Die Dame auf der Banknote
  - Der Dieb im Schlafcoupée
  - Adieu Mascotte
  - Meine Schwester und ich
  - Wenn Du einmal Dein Herz verschenkst
  - Das Recht auf Liebe
  - Die Herrin und ihr Knecht
  - Stud. chem Helene Willfüer
  - Das Erlebnis einer Nacht
- 1930
  - Wien, Du Stadt der Lieder
  - Das Wolgamädchen
  - Was kostet Liebe?
  - Gigolo
  - Nur am Rhein…
  - Kasernenzauber
  - Das alte Lied
  - Moritz macht sein Glück / Meier und Co.
- 1931
  - Das Lied der Nationen
  - Ich heirate meinen Mann
  - Ein Auto und kein Geld
- 1932 – Palast auf Rädern (Pałac na kołach)
- 1933 – Der Spion (Szpieg w masce)
- 1934 – Das Erwachen (Przebudzenie)
- 1937
  - Serenade
  - Abenteuer in Warschau (Dyplomatyczna żona)
- 1939
  - Zona i nie żona
  - Die goldene Maske (Złota maska)